# San Martín de Montalbán
San Martín de Montalbán ist ein Dorf und eine zentralspanische Gemeinde (municipio) mit 759 Einwohnern (Stand: 2024) in der Provinz Toledo in der Autonomen Gemeinschaft Kastilien-La Mancha.

## Lage
San Martín de Montalbán liegt etwa 38 Kilometer westsüdwestlich von Toledo in der historischen Provinz La Mancha in einer Höhe von ca. 660 m. 
Das Klima im Winter ist rau, im Sommer dagegen trocken und warm; der Regen (ca. 601 mm/Jahr) fällt überwiegend in den Wintermonaten.

## Bevölkerungsentwicklung
| Jahr      | 1970 | 1981 | 1991 | 2001 | 2011 | 2021 |
| Einwohner | 1133 | 938  | 784  | 706  | 833  | 726  |

## Sehenswürdigkeiten

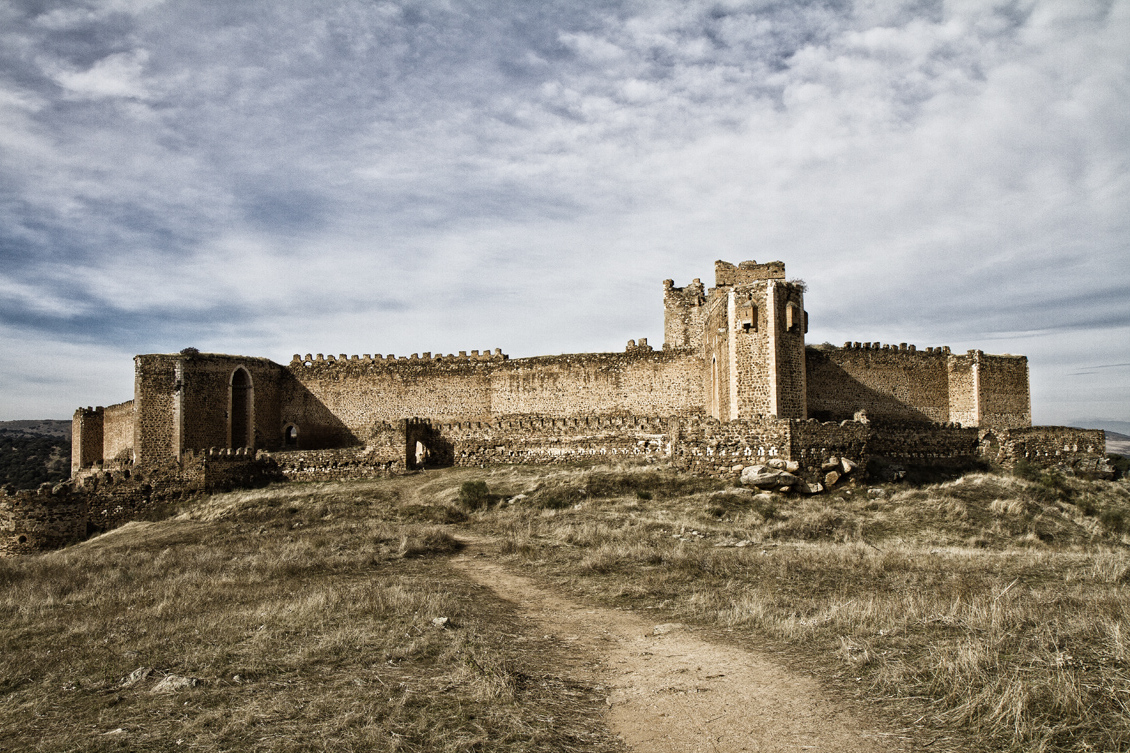
Burganlage von Montalbán
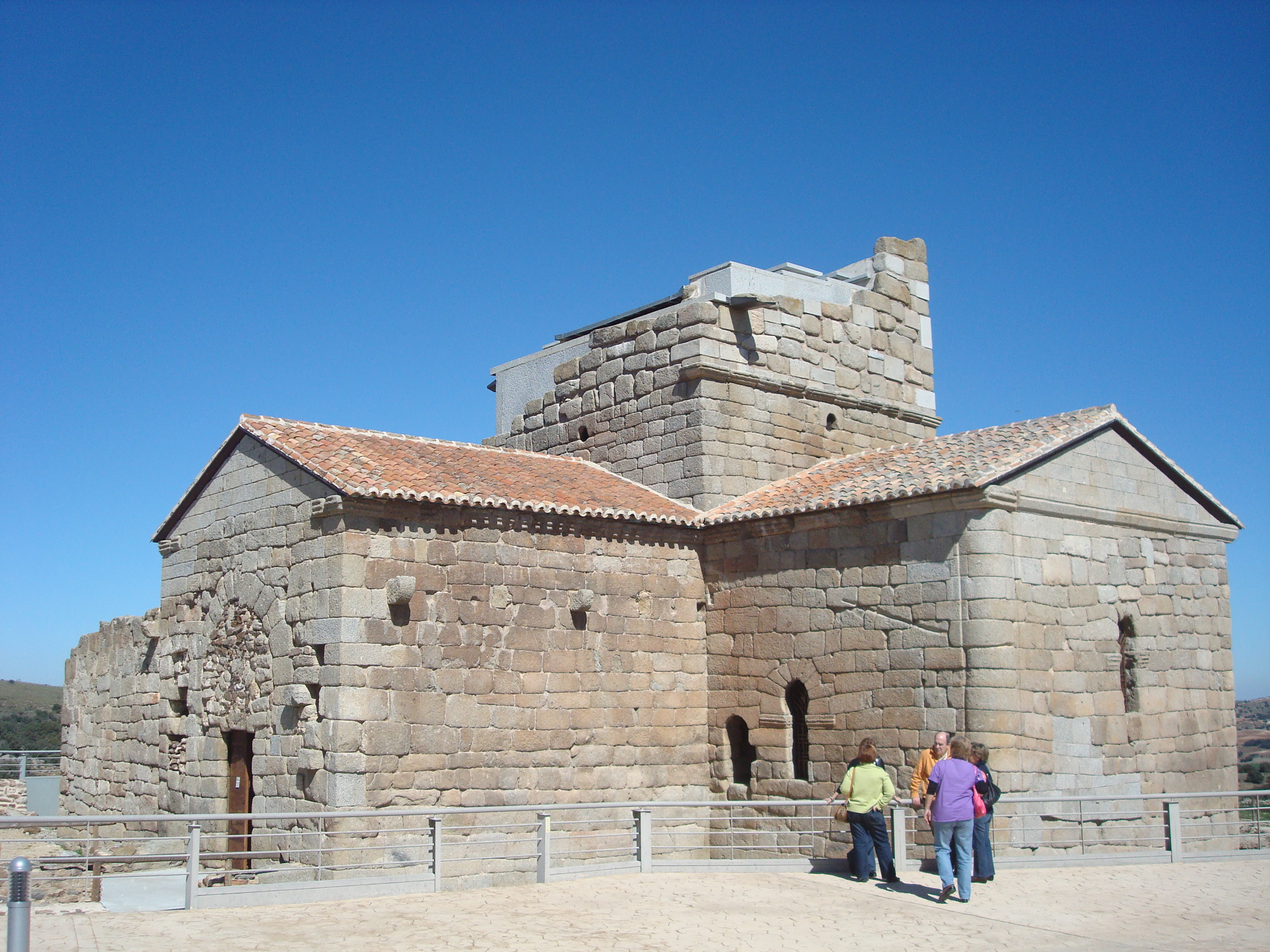
Marienkirche
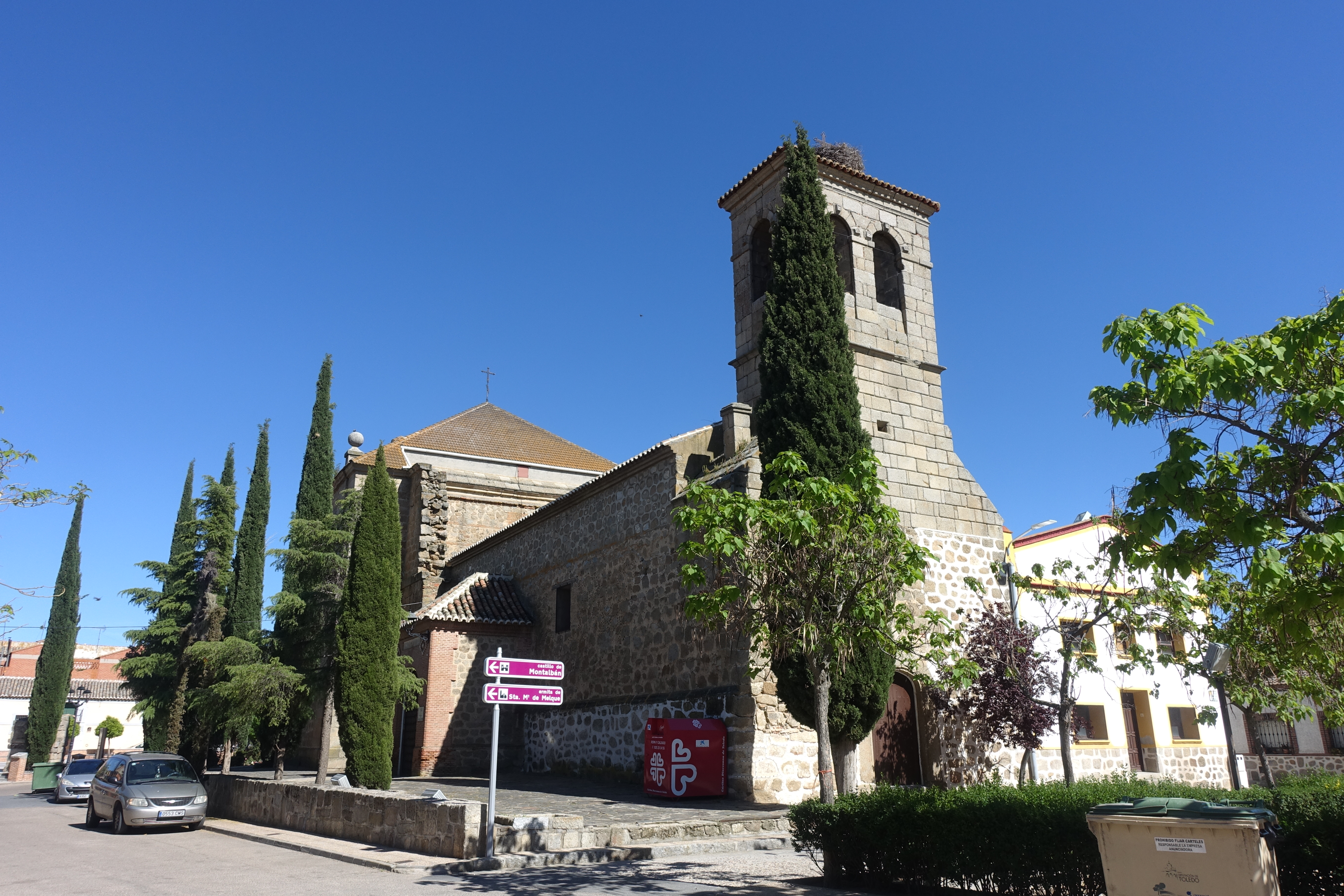
Andreaskirche
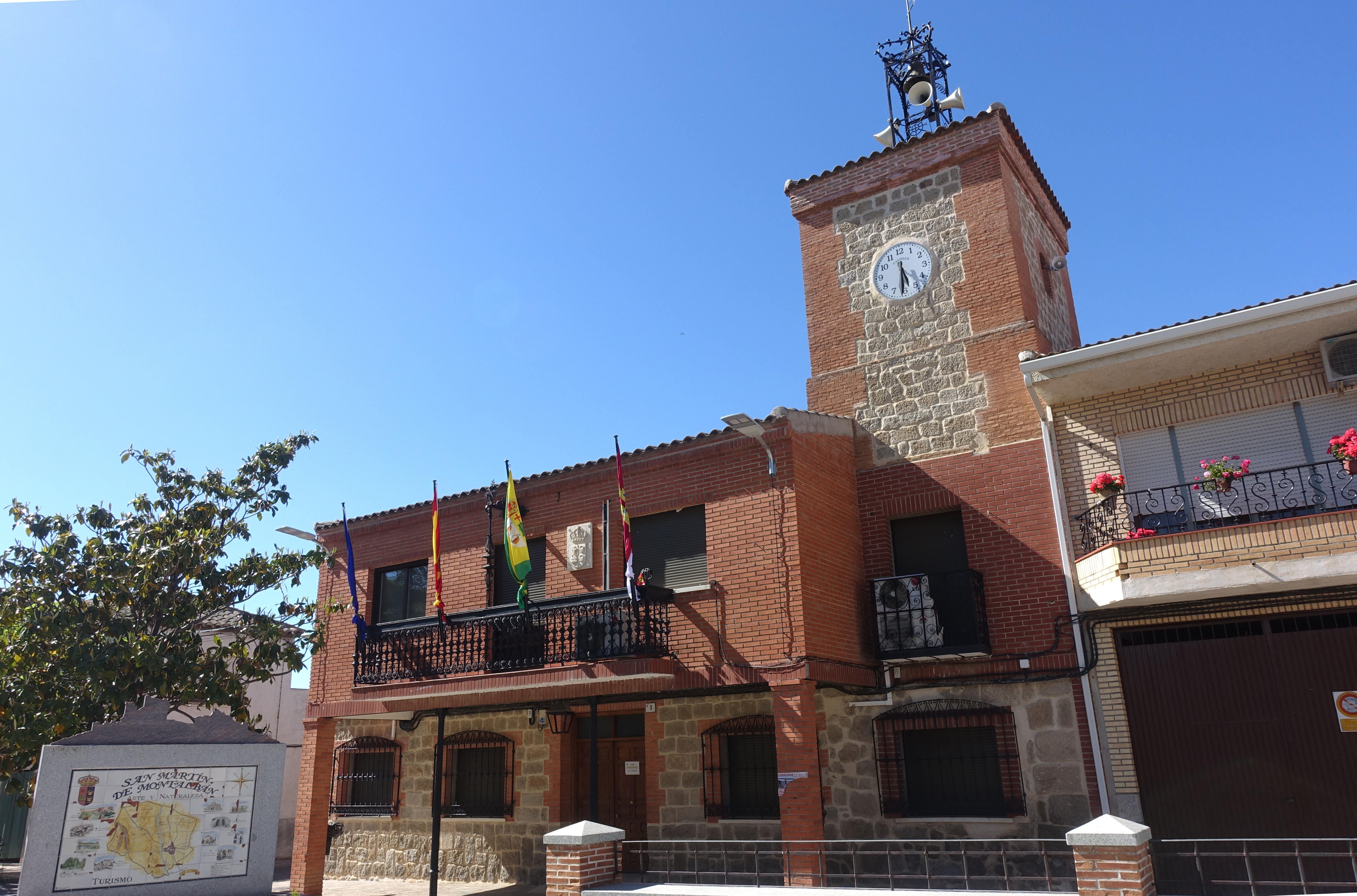
Rathaus

- Burganlage von Montalbán
- Marienkirche
- Andreaskirche
- Rathaus